# Sumberagung (Dringu)
Sumberagung is een bestuurslaag in het regentschap Probolinggo van de provincie Oost-Java, Indonesië. Sumberagung telt 1483 inwoners (volkstelling 2010).